# Ovidiu Sărmășan
Ovidiu Sărmășan (n. 6 octombrie 1977, Cluj-Napoca) este un fost jucător român de fotbal, care a jucat pe postul de mijlocaș.

## Jucător
- Universitatea Cluj (1995-1999)
- FC Brașov (2000-2005)
- Gloria Bistrița (2005-2007)
- Universitatea Cluj (2008-2009)